# Pristimera tabascensis
Pristimera tabascensis là một loài thực vật có hoa trong họ Dây gối. Loài này được (Lundell) Lundell miêu tả khoa học đầu tiên năm 1974.